# Placentia Bay
De Placentia Bay is een baai van ongeveer 6000 km² in de Canadese provincie Newfoundland en Labrador. De baai bevindt zich aan de zuidkust van het eiland Newfoundland.

## Geschiedenis
Langs de oevers van de Placentia Bay bevinden zich vele tientallen historische vissersdorpjes.
De baai deed in 1941 dienst als locatie voor de eerste geheime oorlogsconferentie tussen de Amerikaanse president Franklin Delano Roosevelt en de Britse premier Winston Churchill tijdens de Tweede Wereldoorlog.

## Geografie
De Placentia Bay grenst in het westen aan het schiereiland Burin, in het noorden van de Landengte van Avalon en in het oosten aan het schiereiland Avalon. De baai wordt gedomineerd door een centraal gelegen archipel met drie grote eilanden, namelijk Merasheen Island, Long Island en Red Island. De baai telt ook meerdere inhammen waaronder de oostelijke Placentia Sound en de ruim 6 km lang noordelijke zeearm Swift Current.
In het westen liggen onder meer de Flat Islands, Jude Island, Oderin Island en het Isle Valen met het nabijgelegen Little Isle Valen en Dutch Cap Island. In het oosten liggen de Iona-eilanden, een archipel waarop de verlaten nederzetting Iona zich bevindt. In het uiterste noordnoordwesten van de baai liggen nog drie grote eilanden, namelijk Bar Haven Island, Woody Island en Sound Island.
De kust van het zuidoostelijke deel van de baai staat bekend als de Cape Shore.
Verscheidene rivieren monden uit in de Placentia Bay, waaronder de Black River.

### Plaatsen
Langsheen de hele kustlijn van de Placentia Bay en haar zijarmen liggen verschillende dorpen en gehuchten. De gemeenten Marystown (5.204 inwoners), Placentia (3.289 inwoners) en Burin (2.237 inwoners) zijn bij verre de grootste plaatsen aan de baai. Economisch belangrijk zijn de zeehaven van Argentia, die op het grondgebied van Placentia ligt, en de aardolieraffinaderij van Come By Chance.
De bijna 40 andere plaatsen aan de oevers van de Placentia Bay tellen allen minder dan 1000 inwoners (en voor de overgrote meerderheid zelfs minder dan 500 inwoners). Deze andere plaatsen zijn Baine Harbour, Beau Bois, Black River, Boat Harbour West, Brookside, Epworth, Fox Cove, Garden Cove, Great Salmonier, Jean de Baie, Lewin's Cove, Monkstown, Mortier, North Harbour, Parker's Cove, Petit Forte, Red Harbour, Rock Harbour, Rushoon, South East Bight, Spanish Room en Swift Current aan de westkust; en Angels Cove, Arnold's Cove, Come By Chance, Cuslett, Fair Haven, Fox Harbour, Great Barasway, Little Barasway, Little Harbour East, Long Harbour, Mount Arlington Heights, Patrick's Cove, Point Verde, St. Bride's, Ship Cove, Ship Harbour en Southern Harbour aan de oostkust.

### Verlaten plaatsen
De eilanden van de Placentia Bay kennen verschillende verlaten dorpen, waarvan er sommigen nog als spookdorp of seizoensgebonden nederzetting blijven bestaan. Het gaat onder meer om de plaatsen Davis Island, Iona, Merasheen, Port Elizabeth, Port Royal en Rose au Rue. De meeste onder hen werden in het kader van de provinciale politiek hervestigd.

## Vogels
Vrijwel de hele oostelijke helft van de Placentia Bay is erkend als een Important Bird Area. Deze wateren zijn immers belangrijk als voedlocatie voor heel wat broedende zeevogels en huisvesten ook grote groepen eidereenden in de wintermaanden.